# 沈慕羽
沈慕羽（1913年7月20日—2009年2月5日），祖籍福建省晉江，已故馬來西亞華裔教育家、華教工作者、書法家。出生於馬六甲，畢業於馬六甲培風中學，曾擔任馬六甲平民學校校長長達27年，也曾擔任馬來西亞華校教師會總會（教總，與董總合稱董教總）會長長達29年。

## 簡介
- 1928年畢業於馬六甲培風中學。
- 1945年（二次大戰結束後）復辦晨鐘義務夜校。
- 1946年復辦培德學校。
- 1947年起擔任馬六甲平民學校校長，直到1973年榮休。
- 1955年成立馬六甲馬華公會青年團，曾被稱為馬青之父，但1966年因要求馬來西亞政府將華文列為國家官方語文，而被陈修信领导的馬華公會開除黨籍[7]。
- 1965年起擔任馬來西亞華校教師會總會（簡稱教總）主席，直到1994年卸任。
- 1985年被選為林連玉基金會主席。
- 1989年擔任馬六甲中華大會堂主席，開創華人文化節點燃火炬運動。

## 榮譽

### 勳銜
- 1956年被英女皇冊封為太平局紳。
- 1959年被最高元首封賜第三級卓越護國勳章（J.M.N）。
- 1999年被馬六甲州元首冊封為拿督（D.M.S.M）。

### 名譽學位
- 2007年獲馬來西亞佛教大學頒發名譽博士學位。
- 2007年獲美國高登大學頒發名譽博士學位。

### 獎項
- 1995年獲馬來西亞華人文化獎。
- 1997年獲中華民國（台灣）行政院文化獎[6]。
- 1999年獲林連玉精神獎。
- 2009年獲追授馬來西亞南方大學學院南方之鼎獎[8]。

## 軼事
- 其父取其名為“慕羽”，主要是因為“景慕關羽”[1]。

## 爭議
虽然沈慕羽说 :“華教存，我人存，華教亡，我人亡”，但他本身卻將他的六個孩子送往英校。就跟以前大馬絕大多數的華教鬥士(例如:郭鶴尧和尊孔學校的創辦人陸佑)一樣，雖然嘴巴說支持華教，但本身卻堅持把孩子送入英校。

## 相關書籍與研究
- 沈慕羽日記研究·家族篇：志明堂薈萃
- 沈慕羽日記研究·生活篇：生命的詠嘆
- 圖說沈慕羽
- 沈慕羽事蹟系年
- 沈慕羽言論集
- 話說華教：沈慕羽
- 歷史慕羽·沈慕羽研究論文集
- 論沈慕羽的儒家實踐智慧

## 外部連結
- 馬來西亞華校教師會總會
- 永遠的沈慕羽 （页面存档备份，存于）
- 華教先驅鬥士：沈慕羽 （页面存档备份，存于）